# Fritz Wepper
Fritz Wepper, född 17 augusti 1941 i München, död 25 mars 2024 i München, var en tysk skådespelare som var aktiv sedan 1950-talet. Han gjorde framförallt många roller för tyska TV-produktioner. Wepper fick ett genombrott som skådespelare 1959 då han gjorde en av huvudrollerna i filmen Bron. Från 1969 till 1974 hade han en återkommande roll i den tyska kriminalserien Der Kommissar. 1972 gjorde han också en stor biroll i filmen Cabaret. Från 2002 medverkade han i den tyska TV-serien Um Himmels Willen där han spelade en antagonistisk borgmästare.

## Filmografi, urval
- 1959 – Bron
- 1961 – Question 7
- 1963 – Sista tåget från Wien
- 1964 – Kennwort: Reiher
- 1965 – Trois chambres à Manhattan
- 1972 – Cabaret
- 1983 – Den sista striden